# Tom Verlaine
Pour les articles homonymes, voir Verlaine (homonymie) et Thomas Miller.
Thomas Miller, alias Tom Verlaine, est un chanteur et guitariste de rock américain né le 13 décembre 1949 à Morristown dans l'État du New Jersey et mort le 28 janvier 2023 à Manhattan (New York, État de New York).
Guitariste réputé, il a aussi interprété vocalement les chansons Marquee Moon, Days et l'album Adventure créés avec son groupe Television, qui ont influencé de très nombreux musiciens de la scène Rock. Après la dissolution de celui-ci en 1978, il mène une carrière solo discrète mais prolifique.

## Biographie

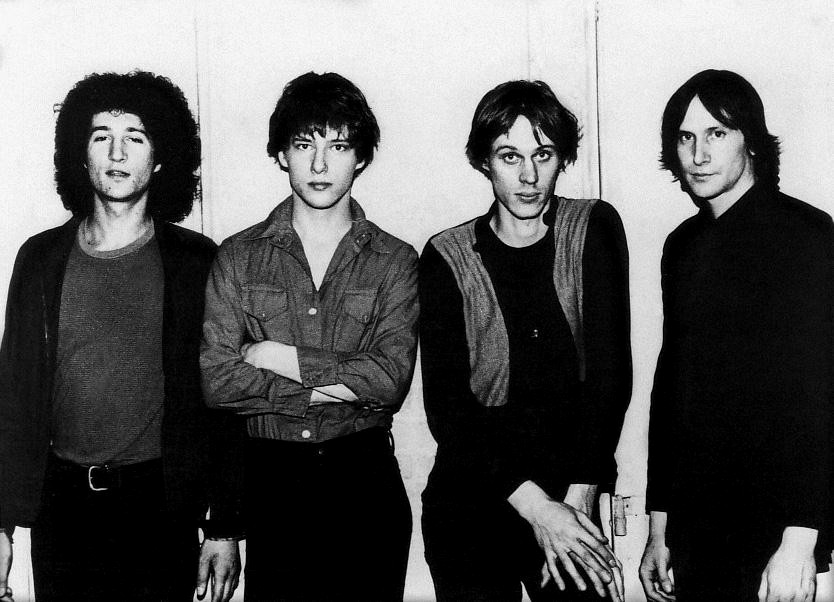
Télévision en 1977, Tom Verlaine (à droite).

Tom Verlaine est né dans le New Jersey. Il rejoint  Wilmington (Delaware) à l'âge de six ans. Il rencontre Richard Meyers - le futur Richard Hell - à la Sanford School, une école privée de Hockessin. Tous deux passionnés de musique et de poésie, ils fuguent ensemble à l'âge de seize ans et sont arrêtés en Alabama pour vandalisme. Tom retourne au lycée tandis que Richard rallie New York. Tom le rejoint à la fin des années 1960 et ils forment ensemble The Neon Boys. Il se choisit un nom de scène en référence au poète français Paul Verlaine. Le groupe devient Television, groupe culte de la scène new-yorkaise en 1973.
Television se sépare cinq ans plus tard, et Tom Verlaine entame une carrière solo dans les années 1980.

## Discographie

### Participations
Tom Verlaine participe avec Patti Smith en tant que guitariste aux albums Horses (1975) et Gone Again (1996).
Il produit une partie de l'album posthume de Jeff Buckley Sketches for My Sweetheart the Drunk en 1998.

## Article de presse
- (en) « The Miller’s tale: a Tom Verlaine anthology », Les Inrocks, 30 novembre 1995